# قلعه صمصام‌السلطنه
قلعه شلمزار، به دستور صمصام السلطنه (رئیس الوزرای ایران)، در سال ۱۳۰۷ هجری قمری ساخته شده است. این قلعه در شهر شلمزار و استان چهارمحال و بختیاری قرار دارد.
مساحت این قلعه حدود هزار متر مربع است. شکل بنا مستطیل بوده و در دو طبقه ساخته شده است، طبقه اول دارای چندین اتاق با پوشش طاق و تویزه و با خشت خام ساخته شده است و بسیار محکم و استوار باقی مانده است. طبقه دوم که ایوانی ستون‌دار مشابه طبقه همکف داشته است خراب شده و آثار زیادی از آن باقی نمانده است.